# Даса
Даса(санскр. दस, dāsa IAST) — санскритський термін. У своєму первісному значенні «ворог», термін використовується в «Ріг-веді» для позначення племен, ворожих ведичним аріям. Пізніше, слово даса набуло іншого значення — «слуга». Це сталося через те, що неарійські племена потрапили під владу аріїв. Ворогів у «Ріг-веді» також називають іншим терміном — «дасью». Проте, залишається неясним, чи є ці два терміни спорідненими.
У своєму значенні «слуга», термін використовується у вайшнавізмі щодо вірних Вішну або Крішни. Вайшнави як правило використовують титул «Даса» або «дас» як частину свого імені (наприклад Харі Даса).